# Bố (thực vật)
Bố hay còn gọi đay, rau đay, đay quả tròn (danh pháp khoa học: Corchorus capsularis) là một loài thực vật có hoa trong họ Cẩm quỳ. Loài này được L. mô tả khoa học đầu tiên năm 1753.